# Tomás Chancalay
Tomás Alejandro Chancalay (Viale, 1º gennaio 1999) è un calciatore argentino, attaccante dei N.E. Revolution.

## Caratteristiche tecniche
È apprezzato dai tecnici per la sua duttilità, infatti pur nascendo calcisticamente come ala sinistra si disimpegna bene anche da prima punta e trequartista, la capacità di dialogare con i compagni,una buona tecnica individuale e una notevole velocità in campo aperto sono le sue principali preciuliarità, avendo quest'ultima caratteristica può essere molto pericoloso sulla fascia dove può arrivare fino in fondo e crossare oppure accentrarsi e cercare la conclusione

## Carriera

### Club
Cresciuto nelle giovanili del Colón (SF), ha esordito il 26 agosto 2017 in occasione del match pareggiato 1-1 contro il Rosario Central.

### Nazionale
Tra il 2018 ed il 2019 ha giocato 3 partite con la nazionale argentina Under-20, con la quale nel 2019 è anche stato convocato per partecipare al Mondiale di categoria.

## Statistiche

### Presenze e reti nei club
Statistiche aggiornate al 13 marzo 2018.
| Stagione        | Squadra         | Campionato      | Campionato | Campionato | Coppe nazionali | Coppe nazionali | Coppe nazionali | Coppe continentali | Coppe continentali | Coppe continentali | Altre coppe | Altre coppe | Altre coppe | Totale | Totale | Totale |
| Stagione        | Squadra         | Comp            | Pres       | Reti       | Comp            | Pres            | Reti            | Comp               | Pres               | Reti               | Comp        | Pres        | Reti        | Pres   | Reti   |        |
| --------------- | --------------- | --------------- | ---------- | ---------- | --------------- | --------------- | --------------- | ------------------ | ------------------ | ------------------ | ----------- | ----------- | ----------- | ------ | ------ | ------ |
| 2017-2018       | Colón (SF)      | PD              | 17         | 2          | CA              | 0               | 0               | CS                 | 0                  | 0                  |             | -           | -           | 17     | 2      |        |
| Totale carriera | Totale carriera | Totale carriera | 17         | 2          |                 | 0               | 0               |                    | 0                  | 0                  |             | -           | -           | 17     | 2      |        |